# Sikhisme
 (mars 2023).
 (avril 2017).
 (octobre 2020).

Un khaṇḍā aux couleurs sikhs (le bleu et le jaune).

Le sikhisme, ou Sikhi, est une religion dharmique monothéiste fondée dans le Pendjab, au nord du sous-continent indien, au XVe siècle. Elle est de nos jours la cinquième religion par nombre de croyants, avec environ 30 millions de pratiquants, derrière le bouddhisme, l'hindouisme, l'islam et le christianisme.
Le Sikhisme s'est développé autour de l'enseignement spirituel du guru Nanak (1469-1539), premier guru parmi les 11 gurus sikhs. Avant sa mort, le dixième guru Gobind Singh (1666-1708) établit comme son successeur le Guru Granth Sahib, livre recueillant l'enseignement spirituel sikh. Il en fait ainsi le dernier et éternel guru des sikhs. Le guru Hargobind confère en l'an 1606 le pouvoir temporel et l'autorité spirituelle aux gurus, par la création du concept du Miri-Piri, comme décrit dans la prophétie du sikh Baba Buddha.
Le Guru Granth Sahib commence avec la Mool Mantra, la prière fondamentale introduisant Ek onkar, ou le concept d'un Dieu unique. Parmi les rites et pratiques présents dans le texte sacré, on retrouve la foi et la méditation au nom de l'Unique Créateur ; l'égalité et l'unité de chaque être humain ; l'engagement à la pratique de la Sewa (le service désintéressé) ; l'investissement personnel pour le bénéfice et la prospérité de tous. Ainsi, le sikhisme rejette le fait qu'une religion quelconque détienne la Vérité absolue.
La religion sikh s'est développée dans un contexte de persécution religieuse. En effet, les autorités moghols avaient torturé les gurus Arjan et Tegh Bahadur qui refusèrent de se convertir à l'islam. Ces évènements ont inspiré la création des Khalsa, l'ordre de chevalerie sikh dont le but est de garantir la liberté de conscience et de religion au Guru Gobind Singh.

## Étymologie
Le mot pendjabi ਸਿੱਖੀ (Sikkhī) est dérivé du mot ਸਿੱਖ (Sikh) signifiant « disciple », « apprenti » ou encore « chercheur ». Le terme pendjabi est lui-même dérivé du sanskrit शिष्यः (śiṣya) signifiant « disciple », ou encore du mot शिक्ष (śikṣa) signifiant « instruction », « enseignement ».

## Histoire

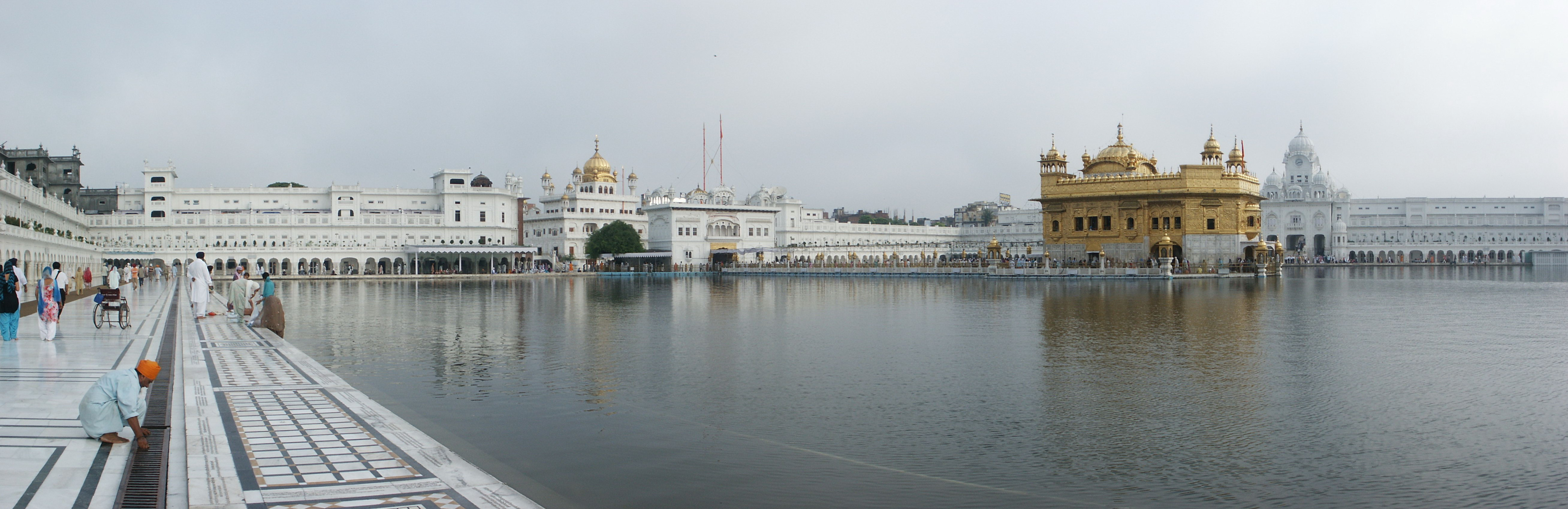
Une vue du Temple d'Or et son sarovar (bassin), à Amritsar.

Guru Nanak (1469-1539), fondateur du sikhisme, est apparu dans le village de Talwandi, nommé maintenant Nankana Sahib, près de Lahore, dans l'actuel Pakistan. Ses parents sont pendjabis et appartiennent à une caste marchande : les Khatri du Pendjab.
Dès son enfance, Guru Nanak est fasciné par la spiritualité et montre des dispositions peu ordinaires pour l'apprentissage. C'est sans doute durant cette période qu'il découvre l'enseignement du poète Kabîr (considéré comme un sant, et élevé dans une famille musulmane), un des pères de la littérature hindi, révéré à la fois par les hindous et les musulmans,.
Après une expérience spirituelle de « fusion » avec l'essence de toute chose, Guru Nanak compose le Jap Ji Sahib, poème mystique qui résume un enseignement qu'il décide de partager. Il voyage dans toute l'Inde et dans de nombreux pays environnants - Népal, Tibet, Sri Lanka, avant d'entamer un long périple au cœur du monde musulman. En effet, le premier disciple et ami d'enfance de Guru Nanak, Mardana, barde attaché à la famille du Guru, est de confession musulmane. Guru Nanak décide de suivre Mardana qui effectue son pèlerinage à La Mecque. Ce voyage les conduit notamment dans la péninsule d'Arabie, en Perse et en Afghanistan.
Après plusieurs années de voyage, Guru Nanak réunit une communauté et fonde un village, Kartarpur Sahib– la Ville du Créateur. Il enseigne sans relâche et de nombreuses personnes viennent à son enseignement. La religion, pense-t-il, est un lien pour unir les hommes, mais dans la pratique il constate qu'elle monte les hommes les uns contre les autres et qu'elle est à l'origine de nombreuses discriminations : entre hommes et femmes, entre castes, entre religions, entre origines ethniques, etc. Il regrette en particulier l'antagonisme entre hindous et musulmans, alors qu'il voit la richesse commune de ces deux religions. Une phrase bien connue de Guru Nanak est : « Il n'y a ni hindou ni musulman ». À ceux qui demandent alors qui ils sont puisqu'ils ne sont ni hindous ni musulmans, il répond : « vous êtes des disciples ». C'est ainsi que le mot sikh (« disciple »), se répand.

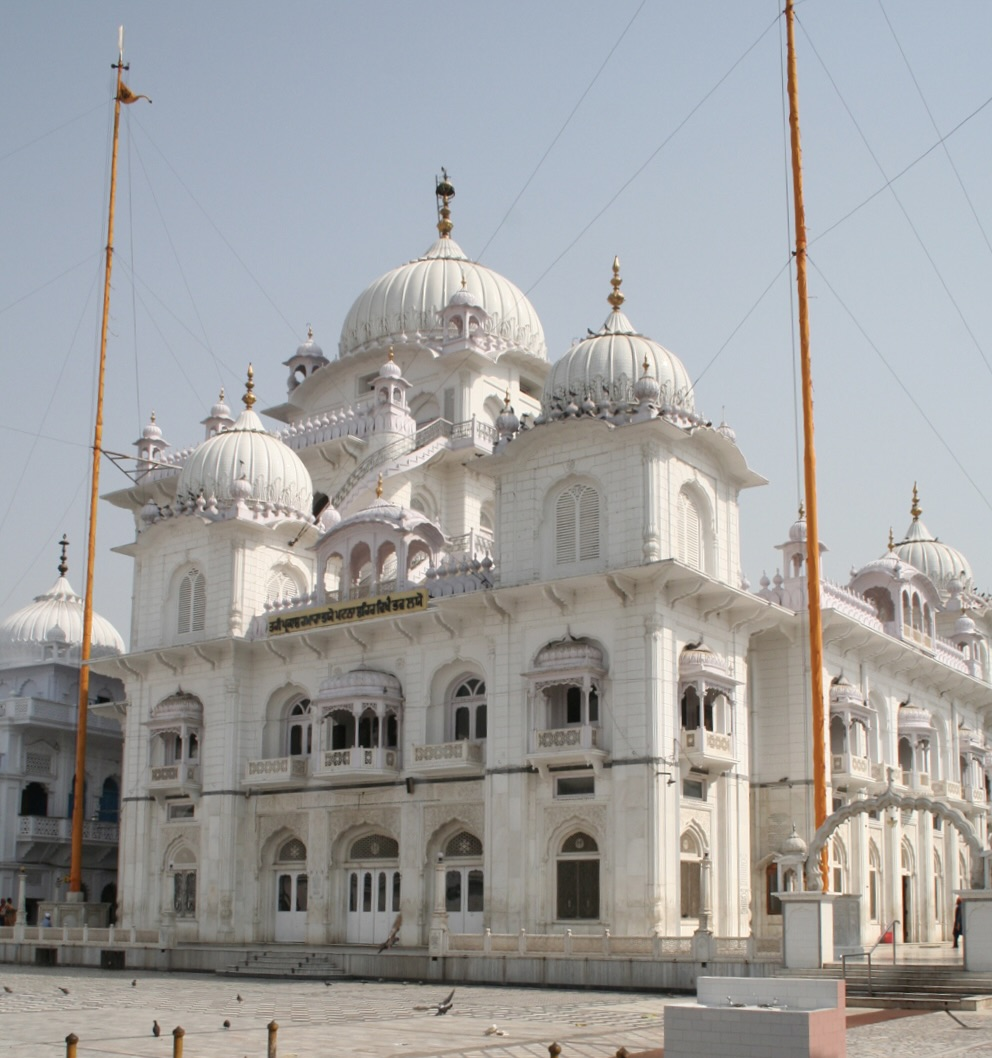
Le Takht Patna Sahib de Patna (Inde), un des cinq Takhts (temples majeurs du sikhisme).

Guru Nanak est opposé au système des castes. Ses fidèles se réfèrent à lui en tant que gourou (« professeur, maître »). Avant qu'il ne parte de ce monde, il indique un nouveau gourou pour être son successeur et pour mener la communauté. Le dixième et dernier gourou, Guru Gobind Singh (1666-1708) introduit la cérémonie de baptême sikh en 1699, donnant par là une identité caractéristique aux sikhs. Les cinq sikhs nouvellement baptisés sont appelés Panj Pyare, Les Cinq Aimés, qui baptisent à leur tour le gurû à sa demande.
Avant qu'il ne parte, le gurû complète l'Âdi Granth des œuvres de son prédécesseur, le Siri Guru Granth Sahib, et demande à ce qu'il soit dorénavant considéré comme l'autorité spirituelle définitive et que l'autorité temporelle passe au Khalsa Panth - la Communauté des Sikhs.
Le livre saint des sikhs est compilé et édité par le cinquième gurû, Gurû Arjun en 1604. Ce sont les premières écritures saintes dans le monde à avoir été compilées par les fondateurs d'une foi au cours de leur vie (les écrits saints de la religion bahá'íe au XIXe siècle étant également tous rédigés par le fondateur lui-même ou en sa présence). Elles sont surtout rédigées en pendjabi, mais aussi en hindi, en persan, etc.
Guru Arjan construit également le célèbre Gurdwara Darbar Sahib, à Amritsar, que le maharaja Ranjit Singh recouvrira d'or et qui deviendra le centre du sikhisme.
Durant le XVIIIe siècle, les Sikhs font l'objet de répressions et de persécutions diverses de la part des autorités poussées par le fanatisme général. Ils doivent faire des sacrifices extrêmes pour protéger et préserver leur foi et leur identité. L'Empire moghol est en voie de désintégration, les Afghans, sous la conduite d'Ahmed Shah Abdali, ont commencé à envahir le pays. Les Sikhs profitent de ces circonstances pour établir leur propre royaume qu'ils achèvent de constituer sous le Maharaja Ranjît Singh (1780-1839). L'empire sikh dure un demi-siècle et est annexé par les Anglais en 1849.
Durant la guerre d'indépendance de l'Inde, de nombreux Sikhs sont pendus, doivent faire face à toutes sortes de brutalités, se battre contre l'occupant, subir de longues périodes d'emprisonnement afin de libérer le pays.
Selon Denis Matringue, bien que les Sikhs ne représentent que 1,8 % de la population de l'Inde, ils se sont néanmoins forgés une solide réputation dans pratiquement tous les domaines, tels que l'armée, l'agriculture, les sports, l'industrie, l'éducation, la médecine, l'ingénierie, etc., à force de persévérance et de travail dans un esprit de dévouement missionnaire. Leur talent les a conduits dans presque tous les pays du monde.

## Monothéisme

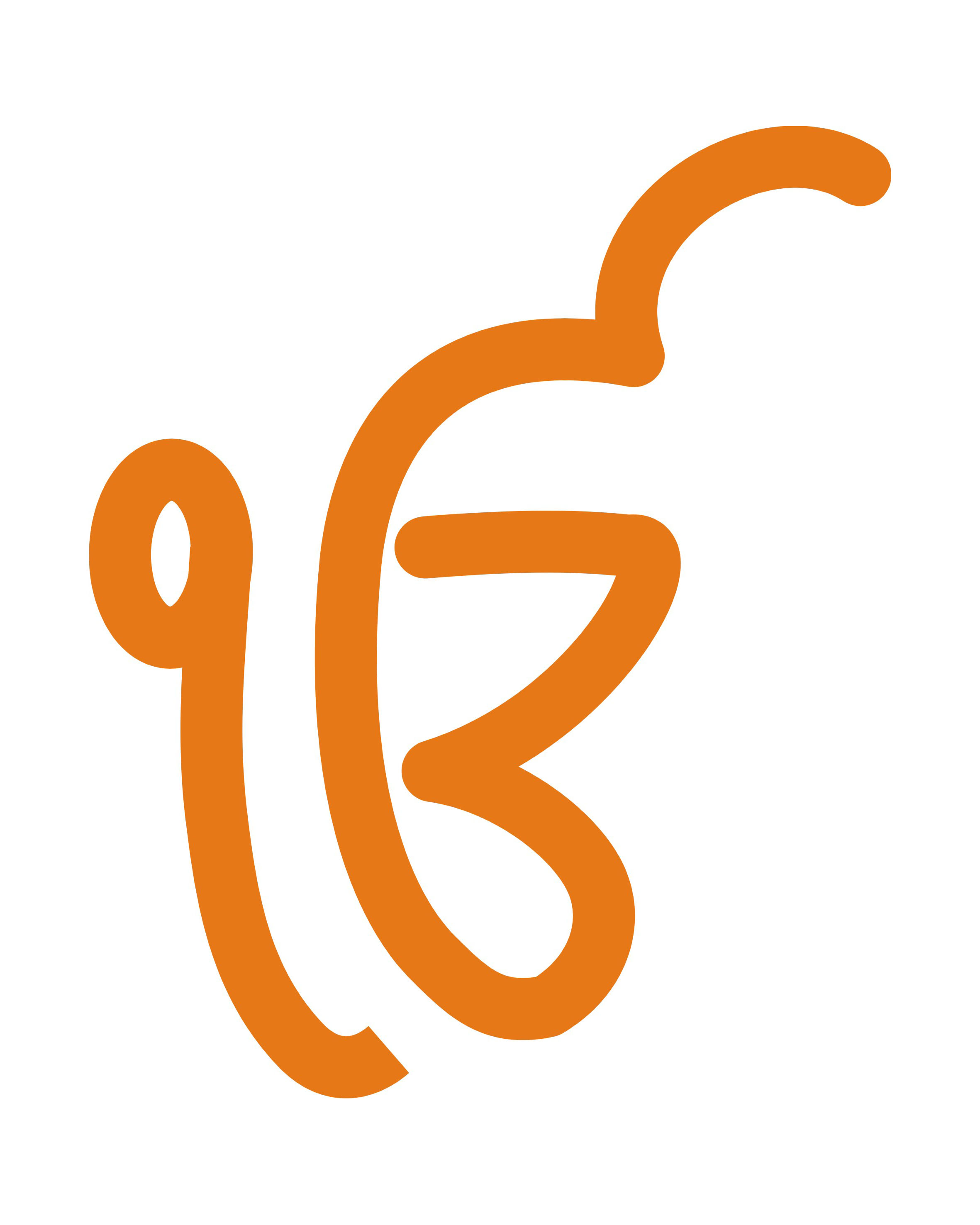
Ek onkar (Dieu est un), une des expressions sacrées du sikhisme, qui ouvre le Guru Granth Sahib.

La religion sikhe est strictement monothéiste. Ses adeptes croient en un seul Dieu « suprême, absolu, infini, éternel, créateur, la Cause des causes, sans inimitié, sans haine, à la fois immanent et transcendant ». Il est appelé : Waheguru (ou en langage courant, « Merveilleux Dieu ! »).

« Ô mon âme, tu es l'incarnation de la lumière,

Connais ton Essence,

Ô mon âme, le Seigneur est toujours avec toi,

À travers la parole du Guru, jouis de Son Amour,

Connaissant ton Essence, tu connais ton Seigneur,

Et tu connais le mystère de la naissance et de la mort »

— (Guru Granth, p. 441)
Le postulat de base du sikhisme est qu'il n'y a pas de péché originel, mais la vie ayant émané d'une Source Pure, le Seigneur de Vérité demeure en elle.
Ainsi Guru Nanak dit :

« Ô mon âme, tu es l'étincelle de la Suprême Lumière,

Connais ton Essence »

Non seulement toute la philosophie sikhe, mais aussi toute l'histoire et le tempérament des Sikhs découlent de cette manière de voir. Dieux et déesses hindoues sont considérés comme des Guru (« maîtres » spirituels) :

« Le Guru est Shiva, le Guru est Vishnou et Brahma ; le Guru est Parvati et Lakshmi. »

— Sri Guru Granth Sahib Page 2.

## Métaphysique et éthique

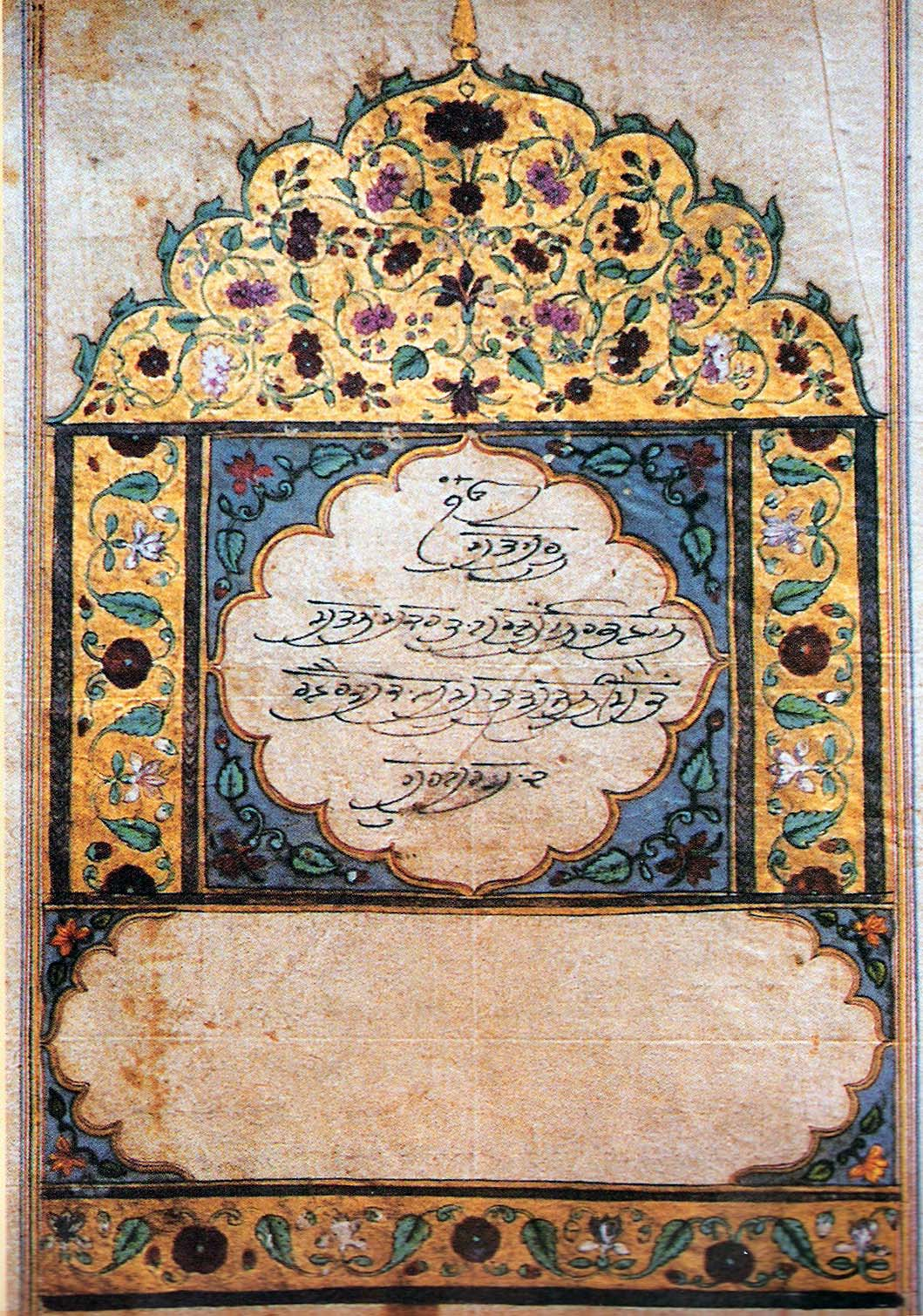
Page enluminée du Sri Guru Granth Sahib, livre saint et Gourou absolu du sikhisme.

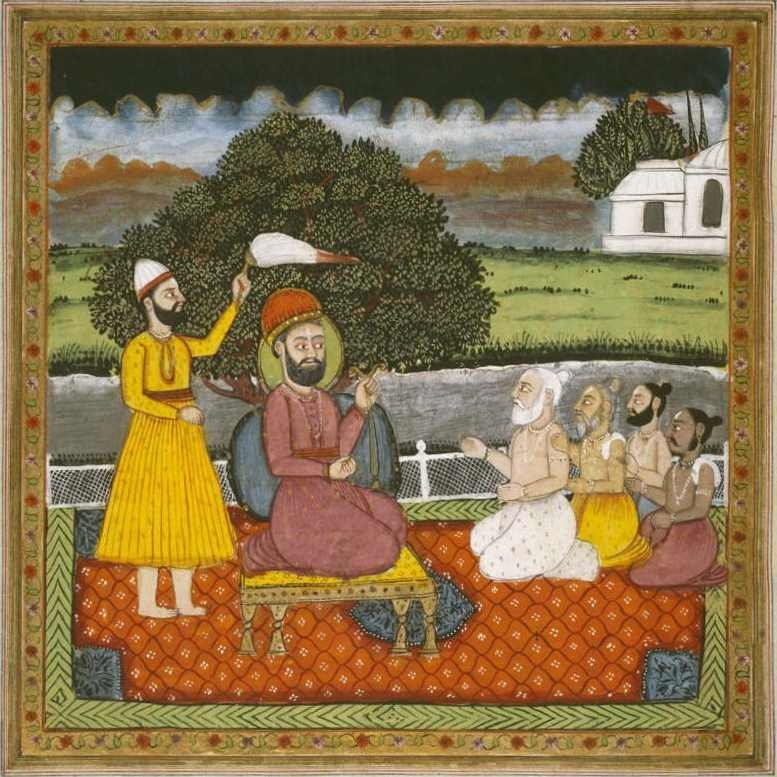
Guru Nanak débattant avec des sages hindous.

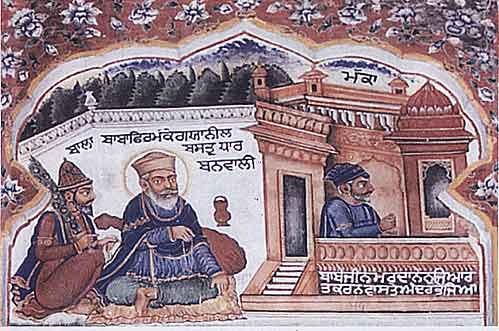
Guru Nanak méditant à La Mecque.

La position doctrinale de Guru Nanak est assez simple, en dépit de son origine. La cohérence du sikhisme est à mettre au bénéfice de son concept central - la souveraineté d'un Dieu unique, le Créateur. Guru Nanak l'appelle « Le Nom Vrai » (Satnam) pour éviter d'utiliser un terme qui soit plus restrictif. Il enseigne que « Le Nom Vrai », qui se manifeste de manières diverses, dans des endroits divers et par des noms divers, est éternellement « Un », Dieu souverain et omnipotent, à la fois transcendant et immanent, créateur et destructeur, intemporel et partout présent.
Selon Guru Nanak, discuter quels composants de sa croyance proviennent de l'hindouisme, lesquels sont musulmans, c'est discuter comme un idiot qui cherche quelle religion possède le droit de professer des concepts universels tels que la bonté, la charité, l'honnêteté, la vénération du nom de dieu, le respect des autres.
Car Dieu n'est ni musulman, ni hindou, ni de telle ou telle confession : Dieu est UN – Ek Omkar. En effet, dans le Guru Granth Sahib il est écrit :

« Ne dites pas que les Védas, la Bible et le Coran sont faux. Ce sont ceux qui ne les contemplent point qui sont faux. »

Le sikhisme considère que toutes les religions peuvent mener vers Dieu. Si la religion sert à se croire supérieur aux autres, il ne s'agit pas de religiosité – mais de vanité humaine, orgueil ou démon que le sikhisme demande de détruire (les symboles physiques sikhs sont là pour rappeler cet ordre à la conscience : combattre, vaincre et tuer l'ego, qui empêche la communion avec Dieu-Un).
Un sikh ne doit pas se perdre en verbiage inutile, idéalisme aveugle, attitude amenant à oublier la présence du Dieu-Un ; l'enseignement du sikhisme rappelle qu'un musulman qui méprise le Brahman des Sages hindous, est en fait ignorant du Dieu coranique – « Allah » ; et un hindou qui méprise l'unique Allah des sages musulmans, est en réalité ignorant de l'Être suprême védique – « Brahman ». Cela est vrai aussi pour les autres religions.
Car Guru Nanak, le gourou/maître fondateur du sikhisme, n'a jamais voulu opposer l'islam et l'hindouisme, ni dissoudre ou remplacer l'islam et l'hindouisme par sa propre philosophie religieuse.
Guru Nanak a juste exposé sa foi et ses expériences mystiques, par une poésie sensible et remplie de dévotion envers le Dieu-Un tel qu'il se révéla à sa personne : les neuf autres gourous du sikhisme et ses authentiques disciples (« sikhs ») n'ont fait que le suivre dans ce cheminement spirituel, voulu universel et protecteur.
Gurû Nanak souscrit également à la croyance en la mâyâ, l'illusion du monde physique. Bien qu'il considère les objets matériels comme des réalités et comme des expressions de la vérité éternelle du créateur, ils tendent à ériger « un mur d'erreurs » autour de ceux qui ne vivent que dans un monde de désirs matériels. Ceci les empêche de voir le Dieu vrai qui a créé la matière comme un voile autour de lui, de sorte que seules les consciences spirituelles, libérées du désir, puissent le pénétrer.
Le monde est immédiatement vrai dans le sens qu'il est rendu manifeste aux sens par la maya, mais il est finalement irréel puisque seul Dieu est finalement vrai. En accord avec la doctrine hindoue de la transmigration des âmes, c'est-à-dire du saṃsāra (cycle où l'âme, sans naissance ni mort, peut transmigrer sous une forme humaine, animale, végétale), ainsi que son corollaire, la loi du karma, Nanak conseille aux fidèles de ne pas prolonger leur cycle de réincarnations par une vie hors de Dieu où l'on opte pour l'égoïsme, les plaisirs transitoires et une vie matérialiste fondée sur l'avidité ou la jalousie, amenant à la frustration, au chagrin, ou à faire souffrir d'autres vies.
Pour suivre la voie divine, il faut vivre en faisant des actes charitables, des prières, méditer pour parfaire son propre karma. On doit ne penser qu'à Dieu, répéter sans fin le nom de Dieu (Naam Japna) et ainsi unir son âme avec Dieu. Le salut, dit-il, ne signifie pas entrer au Paradis après le Jugement dernier, mais s'unir à la Divinité-Une et se fondre en Elle, communier avec le Maître infini à jamais.
Un Sikh ne peut avoir foi en aucun autre prophète vivant ou non vivant. En accord avec le Sikhisme, Dieu n’apparaît jamais sous forme humaine. Le paradis et l’enfer n’existent que dans ce monde.
Le Sikhisme s'appuie sur la théorie du karma et de la réincarnation. Le Gurbani, la parole du gourou, dit :

« Par le karma des actes passés, la robe de ce corps physique est obtenu. Par Sa grâce, on trouve la porte à la libération. Mais ce n'est que par la grâce du Guru qu'on peut surmonter le karma et obtenir le bonheur absolu. Je n'ai pas de bon karma. Je n'ai pas de foi religieuse ou de pureté. Mais Dieu m'a pris par le bras et a fait de moi son disciple. »

On évite les réincarnations en renonçant aux vices (chair animale, alcool, tabac, jeux de hasard), en surmontant son propre égoïsme (haumai), en menant une vie intègre et honnête, car le but suprême de l'existence est la libération (mukti). Dans le Sikhisme, le concept de la Libération n’est pas dans un « autre monde », c’est d’être un Sachiar, « réalisé par Soi-Même », obtenu par la grâce divine.
Le pèlerinage vers des lieux « saints » ne trouve pas sa place dans le Sikhisme. Pour un Sikh, Shabad (la Parole) est le seul lieu saint, et l’eau sacrée des rivières, la compassion envers les créatures, la méditation, et une vie de vérité sont le seul pèlerinage.
Le sikhisme n’est pas une religion fataliste. Un Sikh se soumet à la volonté de Dieu mais il est toujours disposé à se battre pour de meilleurs lendemains.

## Vie sociale
Les sikhs ne reconnaissent pas le système de castes, ils y sont même farouchement opposés ; le sikhisme s'est créé sur un concept d'égalité de droits pour tous. Néanmoins dans la pratique, les mariages se font à l'intérieur d'une même caste. 
De même, les sikhs ne croient pas en l'adoration des idoles, dans les rituels magiques ou les superstitions.

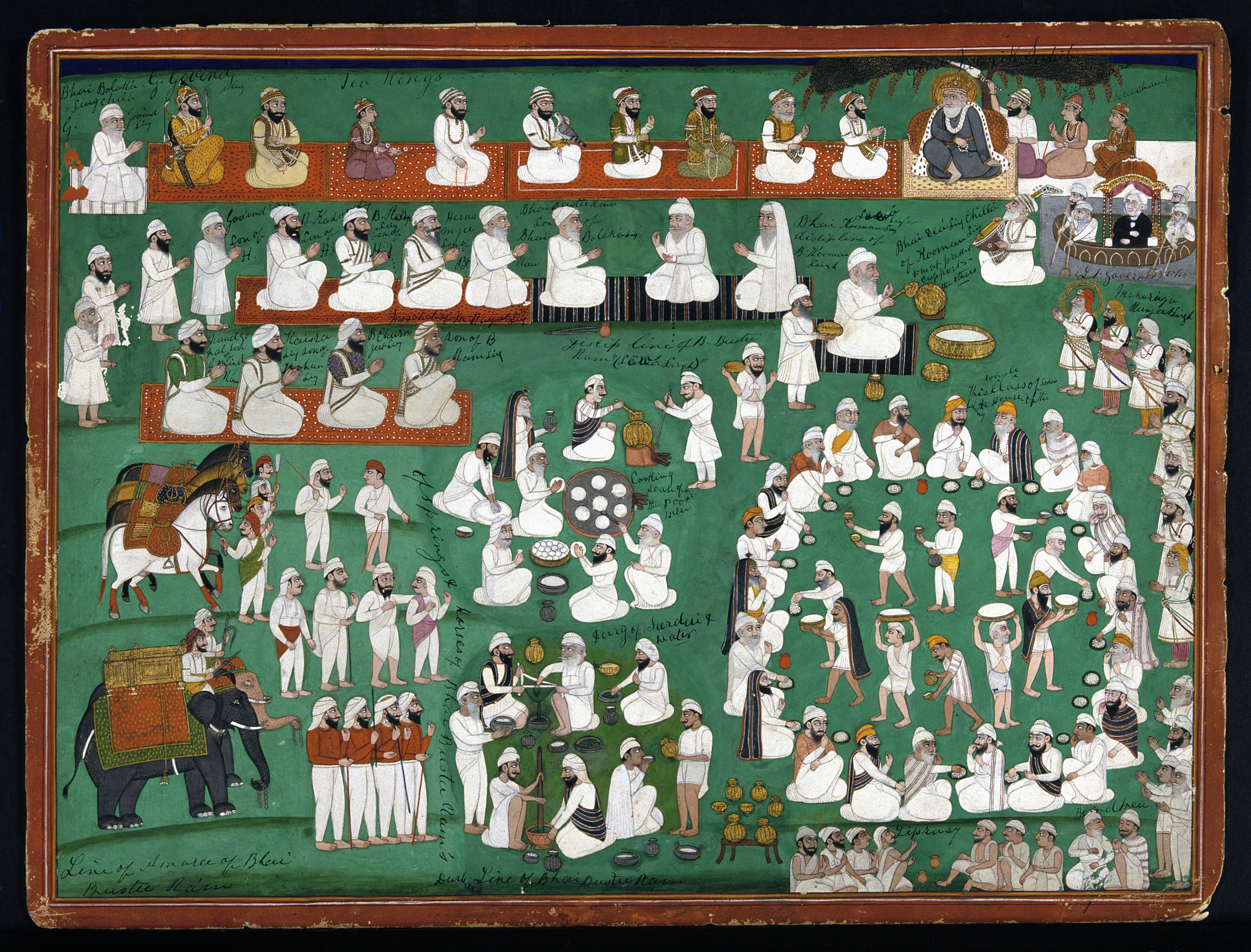
Rois et dévots rendant hommage à Guru Nanak.

Cette religion correspond à une manière d'être, de rendre service à l'humanité et d'engendrer tolérance et fraternité vis-à-vis de tous. Les Gurus du sikhisme ne demandent pas le retrait du monde pour atteindre le Salut. Il peut être atteint par chaque personne qui gagne honnêtement des richesses matérielles et mène une existence enracinée dans une volonté de paix.

« Celui-là seul connaît la Voie, ô Nanak,

qui gagne sa vie à la sueur de son front

et ensuite partage avec les autres »

— (Guru Granth, p. 1245)
Richesse et possessions personnelles ne sont pas des obstacles à la réalisation d'idéaux spirituels :

« Ceux qui sont dans l'intimité du Seigneur, par la grâce du Guru,

Parviennent au Seigneur au sein de Maya (c'est-à-dire abondance) »

— (Guru Granth, p. 921)
Le Sikhisme préconise la lucidité et le courage authentiques (au-delà du clivage pessimisme/optimisme) :

« Lorsque tous les autres recours ont été épuisés,

alors il est parfaitement juste de tirer l'épée. »

— (Guru Gobind Singh)
Il n'y a pas de personnes de basse extraction à mépriser, à exclure (du fait de leur naissance ou de leur condition), mais des attitudes basses – à éviter absolument :

« L'esprit fourbe est la balayeuse ; la cruauté est la femme-boucher ; calomnier les autres en son cœur est la femme de ménage ; et la colère trompeuse est la paria (candâli). »

— Guru Granth Sahib, page 91 ligne 3.

### Mariage

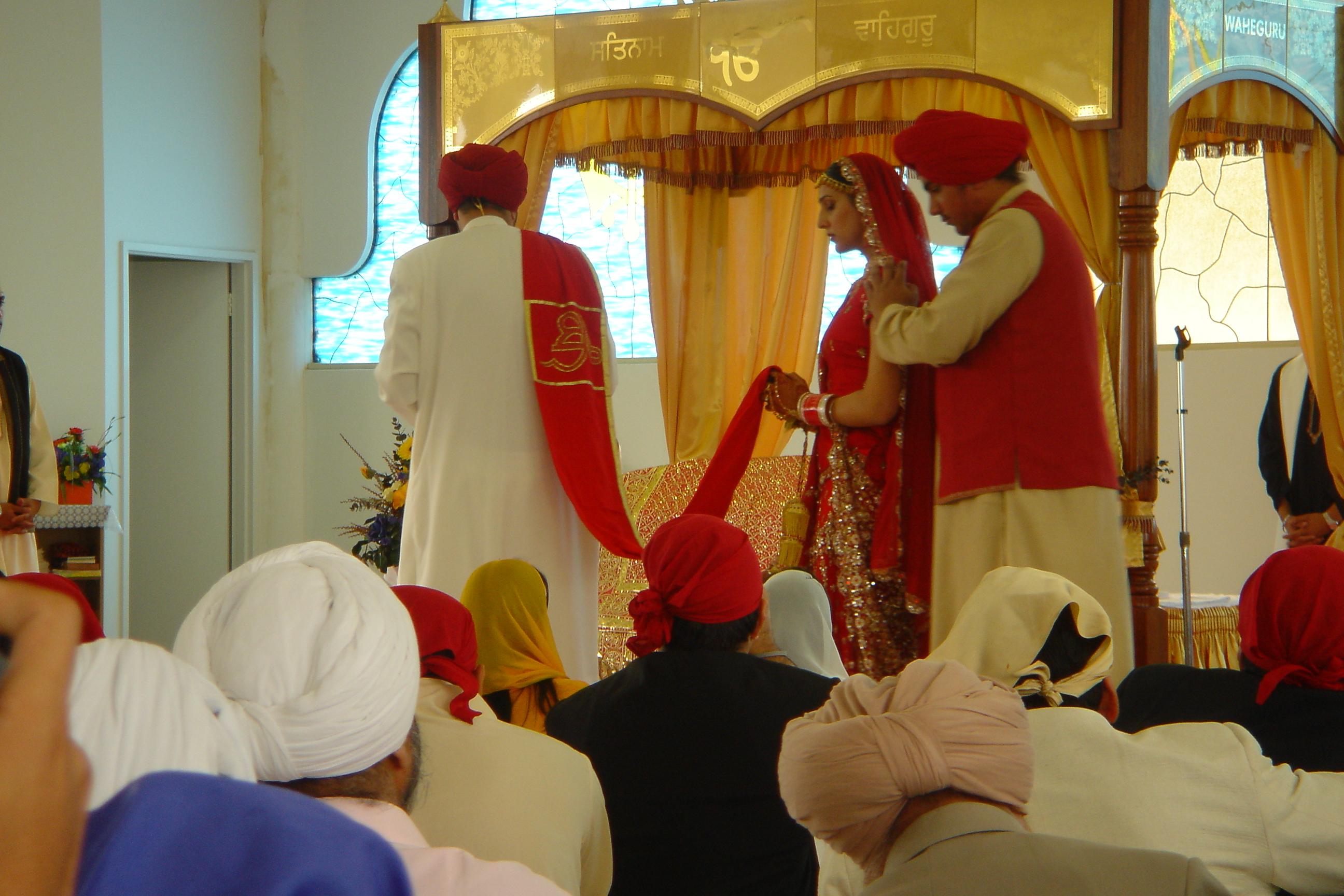
Mariage sikh.

Les sikhs doivent se marier avec la personne de leur choix. Néanmoins, « entre familles sikhes de caste différente, il n'y a pas par contre de mariage ni de parenté possible »
L'union physique, sexuelle, n'est que le couronnement de l'union spirituelle préalable.
Sans cette union spirituelle préalable, il ne peut y avoir mariage et, par conséquent, aucune union physique n'est possible ou souhaitable.
À ce propos, le Guru Granth Sahib déclare :

« Ceux qui sont seulement assis côte à côte, ne sont pas homme et femme. Plutôt, homme et femme sont ceux qui sont unis en esprit. »

### Peerha
« Peerha » est un terme utilisé dans le sikhisme pour désigner une femme de pouvoir chargée de veiller aux besoins de ses consœurs membres de la communauté sikhe. Elle doit être leur porte-parole. Guru Amar Das, un des gourous fondateurs de cette religion, a mis en place cette tradition devenue acte étatique puisqu'à l'heure actuelle de telles personnes sont désignées par le pouvoir exécutif.

## Khalsa

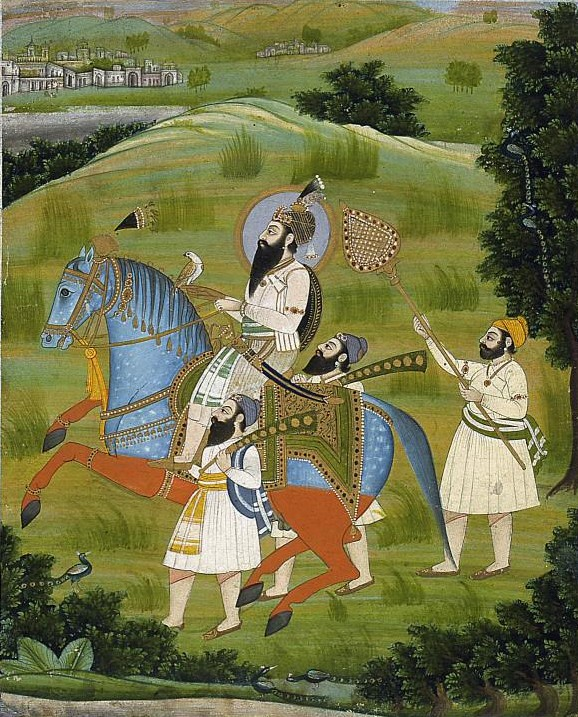
Guru Gobind Singh à cheval.

Le Khālsā (mot d'origine persane qui signifie « pur »), est le nom, initialement donné par Guru Gobind Singh, à l'armée des Sikhs qu'il crée en 1699. Par extension, le mot désigne chaque membre de cet ordre, chaque sikh (homme ou femme) qui a été baptisé ou initié en recevant l'Amrit.
Les sikhs initiés (sikhs amritdaris), doivent arborer cinq éléments connus comme les « cinq K » : avoir les cheveux longs et la barbe (Kess) ; porter en permanence un peigne (Kangha) dans les cheveux, tenus par un turban (Dastar) ; porter un poignard recourbé (Kirpan) et un bracelet en fer (Kara) qui symbolise l'unité (anneau sans fin) ; porter un caleçon spécifique, le Kachera. Les sikhs non initiés,eux, ne portent pas tous ces attributs.
Le végétarisme est une norme culturelle dans le sikhisme : le Guru Granth Sahib, qui enseigne la pitié envers toutes les créatures et le refus d'encourager ou de participer à leur mise à mort, compare les meurtres d'animaux à l'oubli du Dieu Un omniprésent. C'est ainsi qu'on lit : « Vous dites que le Seigneur unique est en tout, alors pourquoi tuez-vous des poulets ? ».

## Lieux de culte

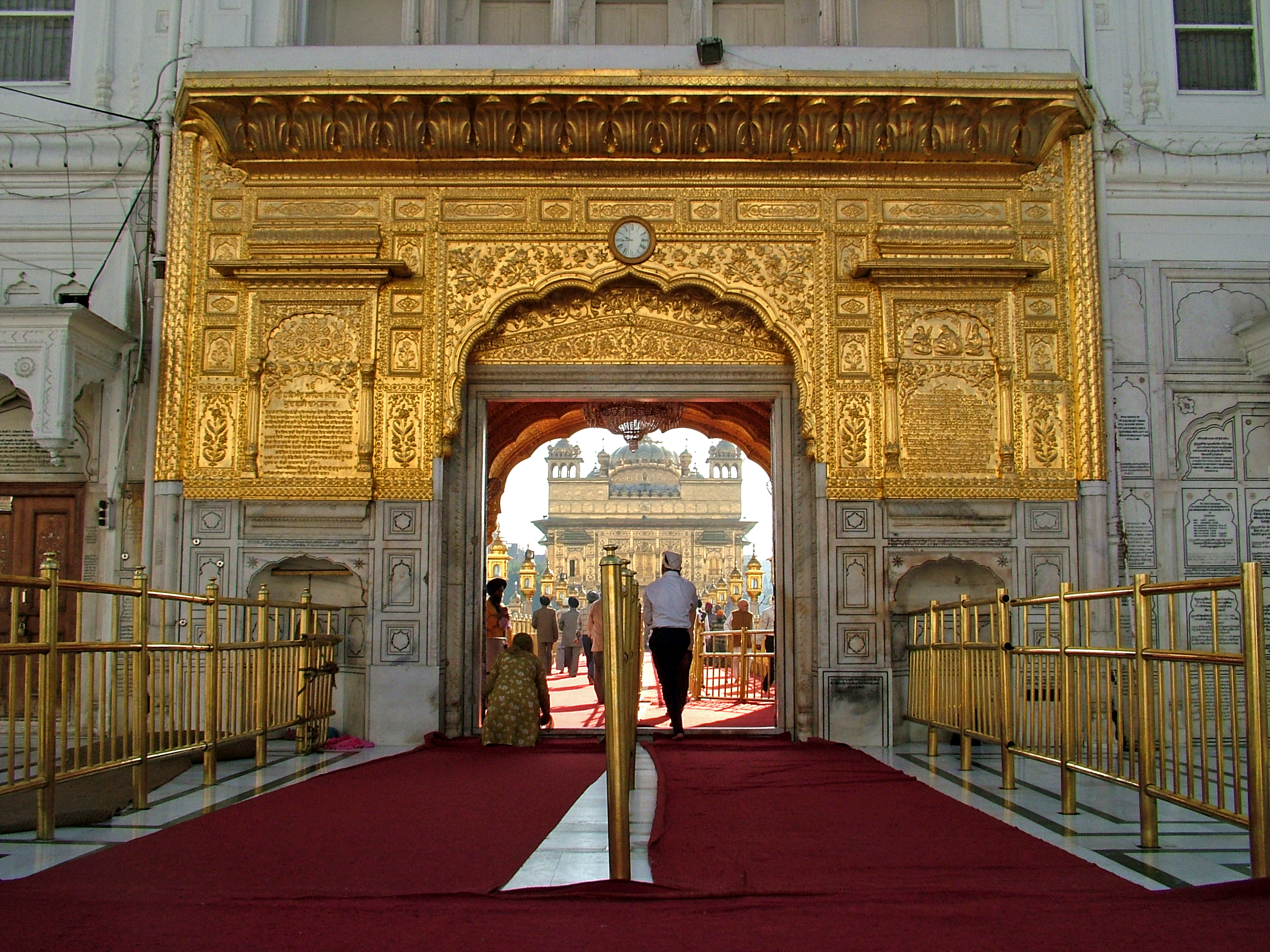
Entrée du Temple d'or, à Amritsar.

Le temple sikh s'appelle Gurdwara (littéralement : « la porte du Guru »). Pour y entrer, il faut se déchausser et se couvrir la tête. Le temple est un lieu ouvert à tous, croyants ou non, ils se doivent de vous accueillir dans le respect tant que vous faites de même. Pour être reconnu comme un temple officiel, il faut remplir ces trois critères : arborer le drapeau orange (Jhandha), contenir le livre sacré et être en mesure d'offrir gîte et nourriture. La salle principale du temple contient le Darbar, le Guru Granth Sahib sous un Chandoa. Les sikhs se prosternent devant le livre sacré et déposent un don d'argent, avant de s'asseoir par terre pour prier. En sortant, on vous proposera d'aller manger quelque chose au Langar (cantine communautaire gratuite créée à l'origine entre autres pour lutter contre la séparation des castes). C'est un devoir pour un sikh de participer au service communautaire.

## Particularités

### Sikhs marginaux
Les sikhs marginaux et nomades regroupés sous l'appellation Nihan Singh[réf. nécessaire] mangent de la viande, contrairement à la majorité sikhe, en principe végétarienne. Au cours de cérémonies rituelles, des chèvres sont décapitées d'un coup de sabre et leur chair est consommée par les assistants. C'est une manière de montrer qu'ils sont différents des autres sikhs, et fournit à ces derniers une raison de les tenir à l'écart.

### Le nomSingh
Beaucoup de Sikhs ont pour nom « Singh ». Ce mot qui signifie « lion » est rarement un nom de famille à proprement parler. Il s'agit plutôt d'un titre ou d'un surnom (« nom intermédiaire ») porté par les hommes sikhs. Les femmes se voient ajouter le nom « Kaur », qui signifie « princesse ».
Cependant tous les « Singh » ne sont pas Sikhs, car ce nom est aussi largement répandu parmi les hindous. Ainsi, l'écrivain et cinéaste Vijay Singh, tout comme le golfeur fidjien du même nom ne sont pas sikhs.

### Personnalités sikhs célèbres
Nombre de Sikhs sont devenus célèbres dans différents domaines.

### Études
- Michel Angot, L'Inde, Paris, PUF, 2012, 467 p. (ISBN 978-2-13-057627-3), p. 287-292
- Michel Delahoutre, Les Sikhs, Turnhout (BE), Brepols, 1996, 239 p. (ISBN 978-2-503-50031-7)
- Denis Matringe, Les Sikhs : histoire et tradition des « Lions du Panjab », Paris, Éditions Albin Michel, 2008, 376 p. (ISBN 978-2-226-18282-1)
- (en) Eleanore Nesbitt, Sikhism : A Very Short Introduction, Oxford, Oxford University Press, 2005, 176 p. (ISBN 978-0-19-874557-0, lire en ligne)
- (en) Khushwant Singh, The Sikhs, New Delhi, HarperCollins India, 2020 (1re éd. 1953), 244 p.
- Sewa Singh Kasli (trad. de l'anglais par de l'anglais, adaptation et mise à jour par Alain Sainte-Marie), Le sikhisme. Le sabre à double tranchant et l'unicité de Dieu, Arles, Actes Sud, coll. « Le Souffle de l'esprit », 2019 (1re éd. 2006 - en anglais), 191 p. (ISBN 978-2-330-12808-1)

### Chapitres d'ouvrage et articles
- Nathalie Calmé, « Guru Granth Sahib : le grand livre des sikhs », Le Monde des religions, no 74, novembre 2015
- Lakshmi Kapani, « Le sikkhisme », dans Jean Delumeau (Dir.), Le fait religieux, Paris, Fayard, 1993, 781 p. (ISBN 978-2-213-02940-5), p. 434-447
- Denis Matringe, « Les sikhs et le sikhisme », dans Giuseppe Annoscia (Dir.), Encyclopédie des religions, Paris, Encyclopaedia Universalis, 2002, 657 p. (ISBN 978-2-852-29922-1), p. 61-64
- Denis Matringe, « Sikhs », dans Catherine Clémentin-Ojha et al., Dictionnaire de l'Inde, Paris, Larousse, 2009, 479 p. (ISBN 978-2-035-83784-4), p. 415-419
- Denis Matringe, « Sikhs », sur universalis.fr (consulté le 1er août 2020)
- Anne Vaugier-Chatterjee, « Les sikhs: entre intégration et séparatisme », dans Christophe Jaffrelot (dir.), L'Inde contemporaine. De 1950 à nos jours, Paris, Fayard / CERI, 2006, 963 p. (ISBN 978-2-213-62427-3), p. 208-321